# شاه‌گیش باله‌آبی
شاه‌گیش باله‌آبی (نام علمی: Caranx melampygus) نام یک گونه از سرده شاه‌گیش است.